# Крістін Несбітт
Крістін Несбітт (англ. Christine Nesbitt, нар. 17 травня 1985) — канадська ковзанярка, олімпійська чемпіонка, світова рекордсменка.
Крістін Несбітт народилася в Австралії. Її батьком був канадець, мати — австралійкою. З дитинства Крістін захоплювалася бігом, іншими видами легкої атлетики, хокеєм. Ковзанярським спортом займається з 12 років.
За збірну Канади Несбітт виступає з 2005 року, в 2006-у вперше виграла етап кубка світу. На Туринській олімпіаді, Несбіт виборола срібну медаль у складі збірної Канади в командній гонці переслідування. У Ванкувері їй пощастило перемогти на дистанції 1000 м.
6 грудня 2009 року, у Калгарі, Несбіт, Крістіна Грувз та Бріттані Шусслер встановили світовий рекорд у командній гонці переслідування — 2:55.79.
Оголосила про завершення кар'єри влітку 2015 року.